# 茶果樟
茶果樟（学名：Cinnamomum chago）一种分布于中国云南省大理白族自治州漾濞县和云龙县等地的稀有乔木，隶属于樟科肉桂属（广义上的樟属），被列入中国国家二级重点保护野生植物。

## 形态特征
茶果樟高可达25米，胸径40厘米，树皮呈黑褐色，有肉桂味，除花被片内面及雄蕊被白色柔毛外，余部均无毛；小枝常对生，纤细，钝四棱形或近圆柱形，干后红褐色；芽裸露，卵长圆形，红褐色。叶近对生或互生，革质，叶形多变，常为狭椭圆状披针形，有时卵形，长6～13厘米，宽2.5～5厘米，先端骤尖或渐尖，基部楔形或钝形，上面深绿色，下面淡绿色；叶脉羽状；中脉明显，粗壮。聚伞圆锥花序顶生和在上部叶腋内腋生，除序轴末梢为具（2-）3花的小聚伞花序外，各节常为单花对生：花黄绿色；花被片一般６枚，两轮排列，肉质肥厚，内面具白色柔毛；雄蕊12枚，4轮，1-3轮为能育雄蕊，位于最内轮的是不育雄蕊；子房卵圆形，柱头盘状。果近球形，鲜时绿色，成熟时长约3厘米。

## 经济价值
茶果樟的果实是目前发现的樟属植物中最大的且是唯一一个可以直接食用的树种，当地人将其去皮后晾干或烤熟食用，称为“茶果”。